# Aubrey Joseph
Aubrey Omari Joseph (Nova York, 26 de novembre de 1997), conegut artísticament com Aubrey Joseph és un actor estatunidenc. És més conegut pel seu paper de Tyrone Johnson / Cloak a la sèrie de televisió Cloak & Dagger.

## Filmografia

### Cinema
| Any  | Títol                  | Rol                 |
| ---- | ---------------------- | ------------------- |
| 2013 | Fading Gigolo          | Cefus               |
| 2015 | Una nit per sobreviure | Curtis 'Legs' Banks |
| 2017 | A Quaker Sound         | Elias               |
| 2018 | The High Bridge        | Abel                |
| 2022 | The Inspection         | Boles               |

### Televisió
| Any       | Títol                             | Rol                            |
| --------- | --------------------------------- | ------------------------------ |
| 2014      | Death Pact                        | Martin                         |
| 2014      | Law & Order: Special Victims Unit | Yusuf Barré                    |
| 2016      | The Night Of                      | Dwight Gooden Stone            |
| 2018-2019 | Cloak & Dagger                    | Tyrone Johnson / Cloak         |
| 2019      | Adult Ed.                         | Kevin                          |
| 2019-2020 | Spider-Man                        | Tyrone Johnson / Cloak (voice) |
| 2019      | Runaways                          | Tyrone Johnson / Cloak         |
| 2020      | Little Fires Everywhere           | Warren Wright                  |